# Ulotrichopus variegata
Ulotrichopus variegata là một loài bướm đêm trong họ Erebidae.